# Thausgea sogai
Thausgea sogai là một loài bướm đêm trong họ Noctuidae.